# Merceditas Valdés
Mercedes Valdés Granit (24 de septiembre de 1922 – 13 de junio de 1996), más conocida como Merceditas Valdés, fue una cantante cubana , de música tradicional cubana y afrocubana.

## Trayectoria
Bajo el egido del etnomusicologo Fernando Ortiz y de Obdulio Morales, Valdés ayudó a popularizar la música jazz afrocubana en todo el mundo. En 1949, Valdés fue una de las primeras cantante de Santería que grabó un álbum. El mismo fue presentado a inicios de los 60, cuándo el gobierno cubano nacionalizó la industria del disco. La cantante hizo un paréntesis en su carrera discográfica, para regresar en los años 80 con una serie de álbumes titulada Aché, en el cual aparecen artistas como Frank Emilio Flynn y el conjunto de rumba Yoruba Andabo.
También realizó grabaciones con Jane Bunnett incluyendo el álbum Spirits of Havana y continuó actuando hasta su muerte en 1996.

## Biografía
Valdés nació en Cayo Hueso, Centro Habana, el 24 septiembre (Día de las Mercedes) de 1922. Su padre era Ángel Valdés, conocido como Angelito "El Dichoso", un músico del conjunto de "Los Roncos" del cual también formó parte, Ignacio Piñeiro.
A diferencia de su madre, su padre no quiso nunca que su hija se convirtiera en músico entonces Merceditas Valdés, empezó su carrera de monja en la congregación negra Hermanas Oblatas de la Providencia.
Aun así, pronto empezó a destacar como cantante, ganando varios premios del espectáculo radiofónico La Corte Suprema del Arte, donde cantó canciones como "Babalú" de Margarita Lecuona.
Gracias a las hermanas del pianista y musicólogo Obdulio Morales, que vivían en la congregación, Valdés pudo integrar la orquesta de este Junto a Morales, y por sus presentaciones radiofónicas transmitidas por Cadena Suaritos todos los domingos, Valdés alcanzó una gran popularidad.
En 1944, la cantante conoce al musicólogo Fernando Ortiz, uno de los principales exponentes del movimiento Afrocubanismo, quién empleó a Valdés en sus conferencias sobre Afro-cultura cubana, para ejemplificar el patrimonio africano (especialmente Yoruba) de música cubana. Así, Valdés se convirtió en una akpwón, una cantante de Santería. Ortiz la bautizó como La Pequeña Aché de Cuba.
Valdés realizó sus primeras grabaciones de cantos de Santería en abril de 1949 para Victor. Cantó en las mismas sesiones que Evelia Collazo, otra mujer akpwón y madre del percusionista Julito Collazo. Las grabaciones fueron creditadas bajo el nombre del Grupo Afro-Cubano. En 1951, Valdés cantó en Rapsodia negra, el espectáculo dirigido por Enrique González Mántici en la CMQ estación radiofónica. A principios de los años 50, Valdés grabó más cantos de Santería con el llamado Coro Yoruba y Tambores Batá, un ensemble dirigido por el batalero Jesús Pérez y presentando a otros percusionistas como Virgilio Ramírez, Trinidad Torregrosa y Carlos Aldama, así como a otros cantantes: Celia Cruz, Caridad Suárez y Eugenio de la Rosa. Grabaron varias canciones para Panart, apareciendo en el elepé Santero. en 1954.
También grabó dos EPs para SMC (el centro de Música española de la Ciudad de Nueva York): Cantos oriundos lucumí (Vols. 1 & 2).
Aparte de grabar, Valdés participó en muchas giras artísticas, algunas con la compañía Ernesto Lecuona, actuando en Venezuela entre otros países latinoamericanos. En 1954, cantó "Ogguere" y "Bembé" con la orquesta de Gilberto Valdés' en elCarnegie Hall. En Cuba, se convirtió en la estrella del Zun Zun Danbaé, espectáculo del Cabaret Sans Souci. Al mismo tiempo trabajaba en el Tropicana Club. En 1957, Valdés apareció en la película Yambaó. de temática afro-cubana. A finales de los 50, Valdés contrae matrimonio con el famoso timbalero Guillermo Barreto.
Después de la Revolución cubana, la comercialización de la música Afro- cubana estuvo restringida. Sin embargo, Valdés logró hacer varias grabaciones a principios de los años 60.Su álbum debut en 1959, recogió un lado secular de la música afrocubana y fue grabado en colaboración con Los Bucaneros, bajo la dirección de Rafael Somavilla y Adolfo Guzmán, y una parte del disco recogería los cantos de la Santería, acompañada por Jesús Pérez y su grupo, Isupo Irawo (una encarnación nueva del Coro Yoruba y Tambores Batá). Los registros estuvieron hechos en Panart estudios y más tarde presentados por Panart Nacionalizada cuándo la disquera fue nacionalizada por el gobierno cubano.
Entre 1959 y 1960, Valdés grabó con el percusionista Mongo Santamaría.
En 1960 y 1961, grabó música de carnaval con Alberto Zayas para la Editora Cubana de Discotecas (ICD).
Valdés selló su carrera discográfica con las grabaciones de Aché para Siboney, el sello discográfico de la EGREM. El álbum presentó otra vez Isupo Irawo y Los Amigos (un ensemble dirigió por pianist Frank Emilio Flynn y donde aparece Guillermo Barreto). Varios elepés siguieron: Aché II (1988), Aché III (1989), Aché IV (1990) y Aché V (1993), los dos últimos en colaboración con Yoruba Andabo.
En 1988, visitó España y Canadá con Sergio Vitier y el Grupo Oru. En 1989, cantó en Cubanísimo, un álbum de clásicos cubanos presentó varios medleys bajo la dirección de Andrés Alén y Ramón Huerta, con la colaboración de Guillermo Barreto y Jacqueline Castellanos entre otros. El álbum estuvo lpresentado en 1990 por EGREM (Cuba) y Fonomusic (España). En 1991, cantó en Jane Bunnett Espíritus de Havana, uno de los últimas grabaciones en la que aparece Guillermo Barreto. Su trabajo también aparece en el disco de Bunnett Chamalongo, que salió en 1997.
Merceditas Valdés murió el 13 de junio de 1996, a los 73 años de edad en su natal Habana. Habían pasado cinco años desde el fallecimiento de su esposo. Su último álbum, Aché V, el cual sólo había sido distribuido en formato de casete, sería remasterizado y presentado en 1998 por Ralph Mercado bajo el título Merceditas Valdés con su Banda Grande - Las últimas grabaciones 
- 1993. Premio JUNO.
- 1996: Medalla Picasso de la UNESCO y Diploma de Mérito[4][11]

## Discografía
Álbumes
- 1954: Santero (Panart) - presentando también otros cantantes, bajo la dirección de Facundo Rivero.
- 1960: Merceditas Valdés con los Bucaneros (Panart Nacionalizada)
- 1961: Carnaval 1960-61 (ICD) – con otros artistas, bajo la dirección de Carlos Ansa.
- 1982: Aché (EGREM)
- 1988: Aché II (EGREM)
- 1989: Orishas: Aché III (EGREM)
- 1990: Cubanísimo (EGREM/Fonomusic) con otros artistas, bajo la dirección de Andrés Alén y Ramón Huerta.
- 1990: Aché IV (EGREM) – con Yoruba Andabo
- 1993: Aché V (EGREM) – con Yoruba Andabo

Sencillos
- 195x: Canto oriundo lucumí (1 & 2) (SMC)
- 1952 "Yemayá" "Changó", disco. Mongo Santamaria y sus afrocubanos.Sello: SMC Pro Arte-SMC- 592
- 1957: "Er día que nací yo" / "Ya me cansé" (Puchito)
- 1960: "Una pena" / "Vida, mi delirio es quererte" (Panart Nacionalizada)
- 1961: "A coger la guampara" (INC)
- 1961: "Ochún" / "Yemayá" (INC)
- 1964: Rezos yorubas (EGREM)
- 1964: "Invocación a Elegua y a Changó" / "Tasca-Tasca" (EGREM)
- 1964: "Muriéndome de risa" / "Devuélveme el coco" (EGREM)